# NCAA Division I 2021 (pallavolo maschile)
La NCAA Division I 2021 si è svolta dal 3 all'8 maggio 2021: al torneo hanno partecipato 7 squadre di pallavolo universitarie e la vittoria finale è andata per la prima volta alla Hawaii.

## Squadre partecipanti
| Club             | Stagione | Città             | Conference           | Qualificazione         |
| ---------------- | -------- | ----------------- | -------------------- | ---------------------- |
| Belmont Abbey    | dettagli | Belmont, NC       | Conference Carolinas | Campione di conference |
| Brigham Young    | dettagli | Provo, UT         | MPSF                 | Campione di conference |
| UC Santa Barbara | dettagli | Santa Barbara, CA | Big West Conference  | Campione di conference |
| Hawaii           | dettagli | Honolulu, HI      | Big West Conference  | Ranking                |
| Lewis            | dettagli | Romeoville, IL    | MIVA                 | Campione di conference |
| Penn State       | dettagli | State College, PA | EIVA                 | Campione di conference |
| Pepperdine       | dettagli | Malibu, CA        | MPSF                 | Ranking                |

## Final 7
|  | Primo turno   | Primo turno   | Primo turno |  |  | Quarti di finale | Quarti di finale | Quarti di finale |   |   | Semifinali    | Semifinali | Semifinali |  |  | Finale | Finale | Finale |
|  |               |               |             |  |  |                  |                  |                  |   |   |               |            |            |  |  |        |        |        |
|  |               |               |             |  |  |                  |                  |                  |   |   |               |            |            |  |  |        |        |        |
|  |               |               |             |  |  |                  |                  |                  |   |   |               |            |            |  |  |        |        |        |
|  |               |               |             |  |  |                  |                  |                  |   |   |               |            |            |  |  |        |        |        |
|  |               |               |             |  |  |                  |                  |                  |   | 1 | Hawaii        | 3          |            |  |  |        |        |        |
|  |               |               |             |  |  |                  |                  | UC Santa Barbara | 0 |   |               |            |            |  |  |        |        |        |
|  |               |               |             |  |  | UC Santa Barbara | UC Santa Barbara | 3                |   |   |               |            |            |  |  |        |        |        |
|  |               |               |             |  |  | Pepperdine       | Pepperdine       | 1                |   |   |               |            |            |  |  |        |        |        |
|  |               |               |             |  |  |                  |                  |                  |   |   | 1             | Hawaii     | 3          |  |  |        |        |        |
|  |               |               |             |  |  |                  | 2                | Brigham Young    | 0 |   |               |            |            |  |  |        |        |        |
|  |               |               |             |  |  |                  |                  |                  |   |   |               |            |            |  |  |        |        |        |
|  |               |               |             |  |  |                  |                  |                  |   |   |               |            |            |  |  |        |        |        |
|  |               |               |             |  |  |                  |                  |                  |   | 2 | Brigham Young | 3          |            |  |  |        |        |        |
|  |               |               |             |  |  |                  |                  | Lewis            | 1 |   |               |            |            |  |  |        |        |        |
|  |               |               |             |  |  | Lewis            | Lewis            | 3                |   |   |               |            |            |  |  |        |        |        |
|  | Penn State    | Penn State    | 3           |  |  | Penn State       | Penn State       | 0                |   |   |               |            |            |  |  |        |        |        |
|  | Belmont Abbey | Belmont Abbey | 0           |  |  |                  |                  |                  |   |   |               |            |            |  |  |        |        |        |

### Primo turno
| 3 maggio 2021 Covelli Center, Columbus Durata: 1h:17 - Spettatori: 223 | Penn State | 3 - 0 | Belmont Abbey | 25-22, 25-13, 25-19 |

### Quarti di finale
| 4 maggio 2021 Covelli Center, Columbus Durata: 2h:23 - Spettatori: 108 | UC Santa Barbara | 3 - 1 | Pepperdine | 25-23, 25-22, 22-25, 28-26 |
| 4 maggio 2021 Covelli Center, Columbus Durata: 1h:48 - Spettatori: 144 | Lewis            | 3 - 0 | Penn State | 25-23, 27-25, 25-20        |

### Semifinali
| 6 maggio 2021 Covelli Center, Columbus Durata: 1h:42 - Spettatori: 223 | Hawaii        | 3 - 0 | UC Santa Barbara | 25-21, 25-18, 25-23        |
| 6 maggio 2021 Covelli Center, Columbus Durata: 2h:11 - Spettatori: 275 | Brigham Young | 3 - 1 | Lewis            | 25-22, 25-15, 26-28, 25-20 |

### Finale
| 8 maggio 2021 Covelli Center, Columbus Durata: 1h:33 - Spettatori: 345 | Hawaii | 3 - 0 | Brigham Young | 25-21, 25-19, 25-16 |

## Premi individuali
| Premio              | Giocatore          | Squadra          |
| ------------------- | ------------------ | ---------------- |
| MVP                 | Radoslav Parapunov | Hawaii           |
| All-Tournament Team | Patrick Gasman     | Hawaii           |
| All-Tournament Team | Jakob Thelle       | Hawaii           |
| All-Tournament Team | Gabriel García     | Brigham Young    |
| All-Tournament Team | Wil Stanley        | Brigham Young    |
| All-Tournament Team | Casey McGarry      | UC Santa Barbara |
| All-Tournament Team | Tyler Mitchem      | Lewis            |